# The Last Vegas
The Last Vegas est un groupe américain de hard rock et glam metal, originaire de Chicago (Illinois). Le groupe est composé de Chad Cherry (chant), Johnny Wator (guitare), Adam Arling (guitare), Danny Smash (basse), et Nathan Arling (batterie).
Le groupe sort en avril 2009, Whatever Gets You Off, qui est leur premier album avec la major Eleven Seven Music. L'album est produit par Nikki Sixx, le guitariste DJ Ashba de Sixx:AM, ainsi que Marti Frederiksen.

## Historique

### Années 2000
Les racines des Last Vegas sont retracées à la fin des années 1990. Alors que les étudiants organisaient des soirées sur le campus de l'Université d'État de l'Illinois le groupe se lance timidement sur la scène, mais ne commence sérieusement qu'en 2003, se forgeant une unité certain ainsi qu'un style musical s'apparentant au hard rock.
Le groupe fait ses débuts avec l'enregistrement de l'album Lick 'Em and Leave' Em, qui sort en 2004 au label indépendant Get Hip Records. Dans la foulée, le groupe sort un deuxième album, Seal the Deal, en 2006 avec le même label. Après avoir quitté le label Get Hip Records, The Last Vegas publient un EP de cinq pistes, intitulé High Class Trash, en 2007, avec en vedette la chanson Raw Dog qui est incluse dans le jeu vidéo Guitar Hero II.
Un nouvel album, intitulé The Last Vegas, sorti en 2008, augmente la popularité du groupe, avec la venue de Chad Cherry au chant, et de Danny Smash à la basse. En décembre 2008, The Last Vegas remporte le concours Guitar Center's On-Stage: Your Chance to Make Rock History organisé par Mötley Crüe. Ils remportent donc 25 000$, soit 20 000$ d'équipement chez Gibson, un contrat avec la société de management 10th Street Entertainment, et un enregistrement proposé par la société Eleven Seven Music alors que 8 000 groupes étaient en lice. Dans la même année, le groupe est également élu par le magazine Spin dans la catégorie meilleure découverte à l'occasion du SXSW. The Last Vegas rejoignent Mötley Crüe sur leur Saints of Los Angeles Tour, aux côtés de Theory of a Deadman et Hinder.
Le groupe publie son quatrième album, qui est le premier album signé avec une major, Whatever Gets You Off. Cet album est produit par Nikki Sixx de Mötley Crüe, DJ Ashba de Sixx:A.M. et Marti Frederiksen bien que la plupart des chansons présentes sur le CD le sont déjà sur leur album éponyme auto-publié sort en 2008. Le premier single de l'album est I'm Bad. Avec la sortie de leur premier album chez une major, le groupe tourne avec de nombreux autres groupes, comme Duff McKagan's Loaded.  Ils ont déjà joué dans plus de 17 pays à travers le monde. Ils ont également vendus plus de 10 000 exemplaires lorsqu'ils étaient encore indépendant.

### Années 2010
En 2012, le groupe sort un nouvel album Bad Decisions moins bien reçu que le premier par les critiques rock 'n' roll, qu'ils le qualifient de old school.

## Influences
Les influences musicales du groupe sont en majorité centrée autour de personnalités telles que Johnny Thunders, AC/DC, Black Flag, Misfits, Guns N' Roses ou encore les Sex Pistols. Les premiers groupes de rock qu'ils sont allés voir en concert sont Cheap Trick, AC/DC et Kiss. À leurs débuts, ils grandissent et évoluent dans les clubs punk rock les plus connus de Chicago, mais aussi sur la grande scène musicale du Michigan.

## Discographie

### Albums studio
- 2004 : Lick 'Em and Leave Em
- 2005 : Seal the Deal
- 2008 : The Last Vegas
- 2009 : Whatever Gets You Off
- 2012 : Bad Decisions

### EP et splits
- 2004 : You Want to Know How to Love Me/S & M - (split avec Bible of the Devil) (Scarey Records, Italie)
- 2007 : High Class Trash (EP)

## Clips
The Last Vegas comptent plusieurs vidéo-clips dont : All the Way, Ain't a Good Man, Raw Dog, Hot Leather, So Young, So Pretty, So What, I'm Bad, Loose Lips - Whatever Gets You Off, et Apologize.